# برنارد ليفين
برنارد ليفين (بالسويدية: Bernhard Julius Lewin و. 1903-ت. 1979) هو برنارد جوليوس لوين مستشرق سويدي وُلد في 16 نوفمبر 1903 في أبرشية سابرا (Säbrå församling) في منطقة هارنوساند (Härnösand)، وتوفي في 23 فبراير 1979 في هاغا، غوتنبرغ.

## حياته
كان برنارد ليفين نجل عامل طباعة للكتب هو فرانتز جوليوس ليفين. بعد الالتحاق بنظام التعليم العالي العام في هارنوساند عام 1923، أصبح طالبًا في جامعة أوبسالا، ومنها حصل على درجة البكالوريوس في الفلسفة. درس في الجامعة اللغةاليونانية، بالإضافة إلى اللغات السامية وتاريخ الأديان. كان لوين ينوي وضع الأساس للدراسات اللاهوتية، ولكن تحت تأثير أستاذه كارل فيلهلم زيترستين الذي كان يتمتع بقدرة كبيرة على إثارة حماس الطلاب حول موضوعه، سرعان ما انجذب تمامًا للغات السامية، ومن بينها اللغة العربية التي استحوذت على الجزء الرئيسي من عمله البحثي. انصبت عنايته في أطروحة الدكتوراة على اللغة العربية المسيحية، وأثمرت دراسته عن طبعة من إنجيل ماثيو ومرقس بالاستناد إلى مخطوطتين قديمتين. كانت مهمته الرئيسية تحديد مكان الترجمة في التاريخ النصي للعهد الجديد، وتوصّل إلى النتيجة المؤكدة بأن الترجمة تمت من نص يوناني أساسي ينتمي إلى التقليد النصي السوري الفلسطيني. حصل لوين على إجازة في الفلسفة عام 1931، ومرشحًا في علم اللاهوت عام 1932 وعمل خلال السنوات 1933-1939 مدرّسًأ في مدرسة Fjellstedt. أصبح في عام 1938 أستاذاً مشاركاً في اللغات السامية وحاز دكتوراة في الفلسفة بأطروحة حول مخطوطتين لنصوص توراتية أقدم باللغة العربية. أصبح لوين أمينًا في مكتبة جامعة أوبسالا عام 1943، وعين أمينًا هناك عام 1946. وأشغل خلال السنوات 1952-1970 منصب أستاذ اللغات السامية في جامعة غوتنبرغ.

عني ليفين إلى جانب اهتمامه بالعاميات العربية بدراسة اللغة العربية الفصحى، وكان مجال دراسته الأول الأمير العباسي ابن المعتز -الشاعر الذي أصبح خليفة من خلال مؤامرات البلاط عام 908 لكنه قُتل بعد حكم يوم واحد فقط-ومجموعة قصائده الكبيرة. كان ابن المعتز زعيم عصره في الشعر الوصفي من خلال إحساس رائع بالطبيعة وصورة أصلية وخيالية، يستشهد بها على نطاق واسع في الأدب العربي الرفيع. لم تكن للديوان سوى عدد قليل من المطبوعات الشرقية السيئة للغاية والتي لم تكن مفيدة للبحث، وبالنظر إلى القيمة الكبيرة لمجموعة القصائد، فقد كانت الطبعة النقدية مسألأة في غاية الأهميّة للدراسات الشرقية منذ فترة طويلة. لم ينشر ليفين من بين الأجزاء الأربعة إلا الجزأين الثالث و الرابع لأسباب فنية تتعلق برداءة المخطوطات المتاحة، وفي هذه الطبعة الجزئية الجديرة بالتقدير، أظهر ليفين معرفة عميقة بالشعر العربي، وإحساساً جيداً باللغة الشعرية. يمكن وصف النص الذي وضعه بأنه موثوق للغاية.

أصبح في عام 1959 عضوًا في الجمعية الملكية للعلوم والآداب في غوتنبرغ، وانتخب عام 1966 عضوًا في الأكاديمية الملكية السويدية للتاريخ والآثار. توفّي عام 1979 في هاغا (إحدى ضواحي غوتنبرغ)، ودُفن في مقبرة كفبيرغ (Kviberg).

## آثاره
1. Arabische Texte im Dialekt von Hama : mit Einleitung und Glossar, Beirut : Orient-Institut der Deutschen Morgenländischen Gesellschaft ; Wiesbaden : Steiner [in Komm.], 1966 

• نصوص عربية بلهجة حماة: مقدمة ومَسْرَد، طُبع في بيروت وفيسبادن: المعهد الألماني للدراسات الشرقية، ودار فرانتس شتاينر، 1966.

2. Notes on Cabali the Arabic dialect spöken by the Alawis of Jebel Ansariye. Gbg 1969. (Orientalia Gothoburgensia, 1.)

• ملاحظات عن الجَبَلي: اللهجة العربية المحكيّة من قبل العلويين في جبل الأنصاريّة (=النصيرية)، غوتنبرغ، 1969.

3. The book of plants. Part of the mono-graph section by Abu Hanifa ad-Dinawari. Wiesbaden (tr Beirut) 1974. IX, 454 s. (Bibliotheca Islamica, 26.) — Gunnar Olin-der 1893—1975

• كتاب النباتات: جزء من كتاب أبو حنيفة الدينوري، بيروت وفيسبادن، 1974.